# Carrefour de la Vierge
Le carrefour de la Vierge est un carrefour de Noisy-le-Sec.

## Situation et accès
Le carrefour est situé à l'intersection de la rue Anatole-France et de la rue du Parc.
Il est desservi par la station Carrefour de la Vierge de la ligne 1 du tramway d'Île-de-France.

## Origine du nom
Le nom de ce carrefour provient d'une statue de la Sainte-Vierge élevée à cet endroit.

## Historique

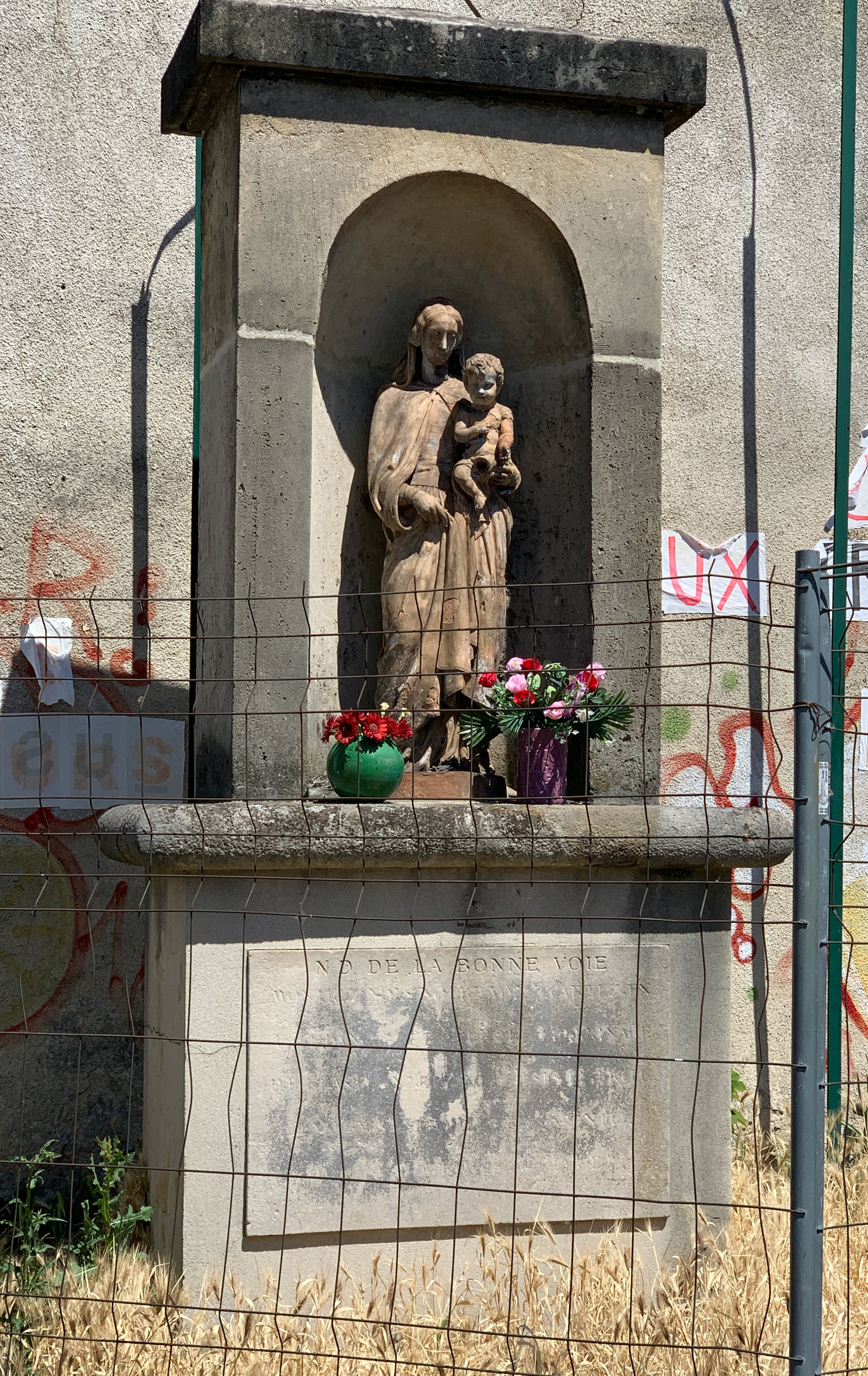
Statue de la Sainte-Vierge.

Le carrefour est orné d'un monument votif appartenant à la Paroisse Saint-Etienne.
Il fut élevé en 1850 par la famille Blancheteau, déjà fixée à Noisy avant 1400.
Installé à l'origine à l’entrée du village, il était dédié à Notre-Dame de la Bonne Voie et avait vocation à protéger les voyageurs.
Lors de sa construction, la statue a été encastrée dans une niche surmontée d’un fronton supportant une croix. Par la suite, de nombreux travaux de voirie ont entraîné plusieurs déplacement de la statue et une reconstruction de cette niche, aujourd'hui beaucoup plus modeste. Le monument est inscrit à l’Inventaire supplémentaire des monuments historiques depuis 1982.